# El diablo también llora
El diablo también llora (en italiano: Il delitto di Anna Sandoval, lit. 'El delito de Anna Sandoval') es una película dramática hispano-italiana de 1965 dirigida por José Antonio Nieves Conde.

## Argumento
Cuando Ana Sandoval se entera de que su marido Ramón tiene una amante y un hijo secreto, enfurecida por los celos, lo asesina. En el juicio el jefe de la acusación particular es hermano del difunto, al tiempo que su defensor Tomás intenta que el tribunal la declare inocente.

## Reparto
- Eleonora Rossi Drago - Ana Sandoval.
- Francisco Rabal - Tomás.
- Alberto Closas - Fernando Quiroga.
- Fernando Rey - Ramón Quiroga.
- Graziella Galvani - María.
- Paola Barbara - Madre de Ana.
- Alicia Altabella - Hermana de Fernando y Ramón.
- Manuel Arbó - Ujier.
- Juan Beringola - Alfredo.
- Margot Cottens - Julia.
- Ana María Custodio - Sra. de Quiroga.
- Félix de Pomés - Sr. Quiroga.
- Antonio Ferrandis - Revisor del tren.
- Lola Gaos - Lucía.
- Luis García Ortega - Fiscal.
- Montserrat Julió - Carmen Castariega.
- Mabel Karr - Luisa Ruiz Lorca.
- José María Labernié - Investigador privado.
- Antonio Moreno - Doctor.
- José Orjas - Administrativo tribunal.

## Premios
Medallas del Círculo de Escritores Cinematográficos
| Año  | Categoría      | Película | Resultado | Ref.  |
| ---- | -------------- | -------- | --------- | ----- |
| 1963 | Mejor película | –        | Ganadora  | [ 3 ] |